# Harald Blauzahn

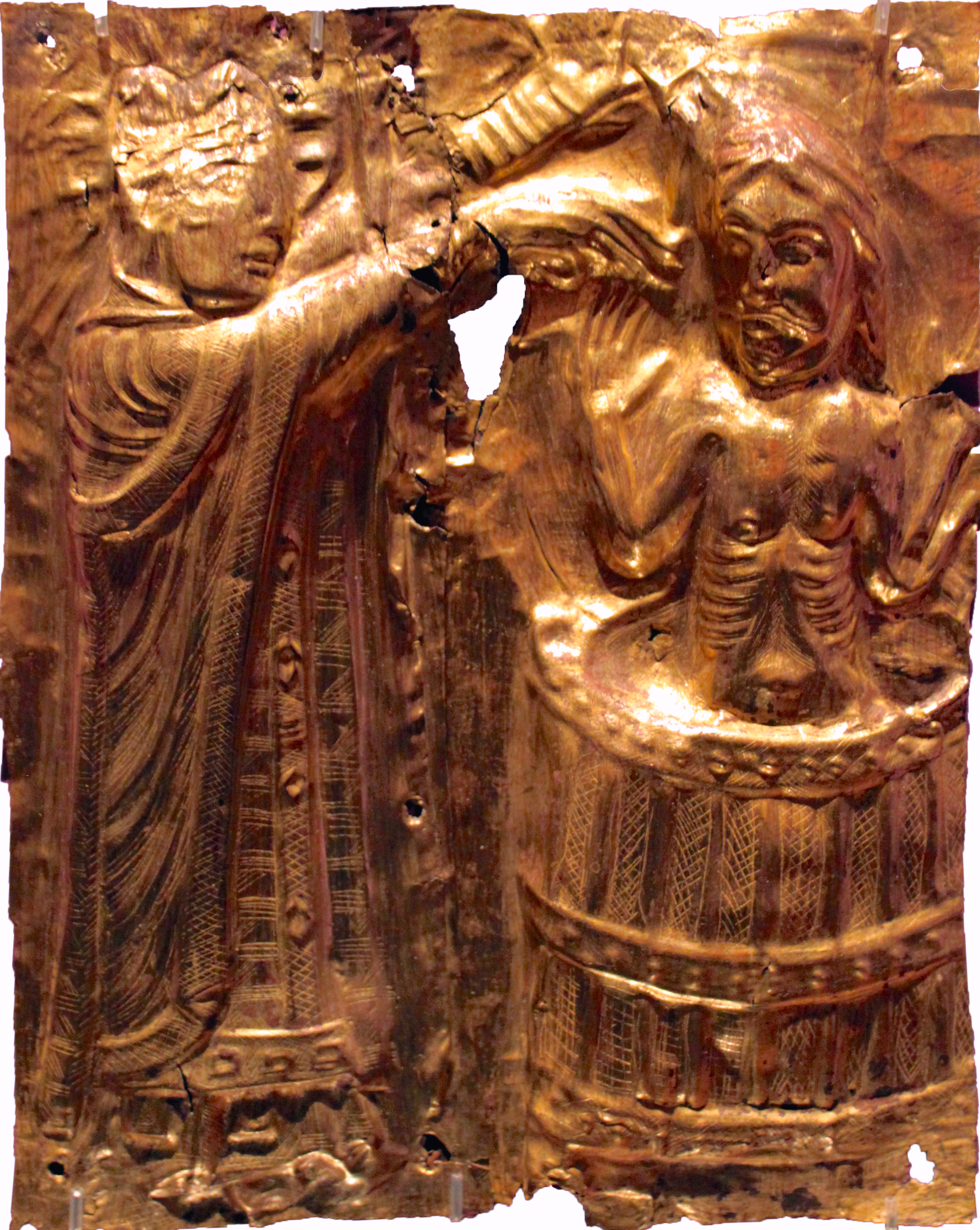
Harald bei der Taufe im Jahre 960 durch Mönch Poppo

Harald I. „Blauzahn“ Gormsson (altnordisch Haraldr blátǫnn, dänisch Harald Blåtand; * um 910 in Dänemark; † 1. November 985/986 in Jomsburg) war König von Dänemark (ca. 958/964–985/986) und von Norwegen (ca. 970–985/986). Er gehört zum Haus Jelling.

## Leben

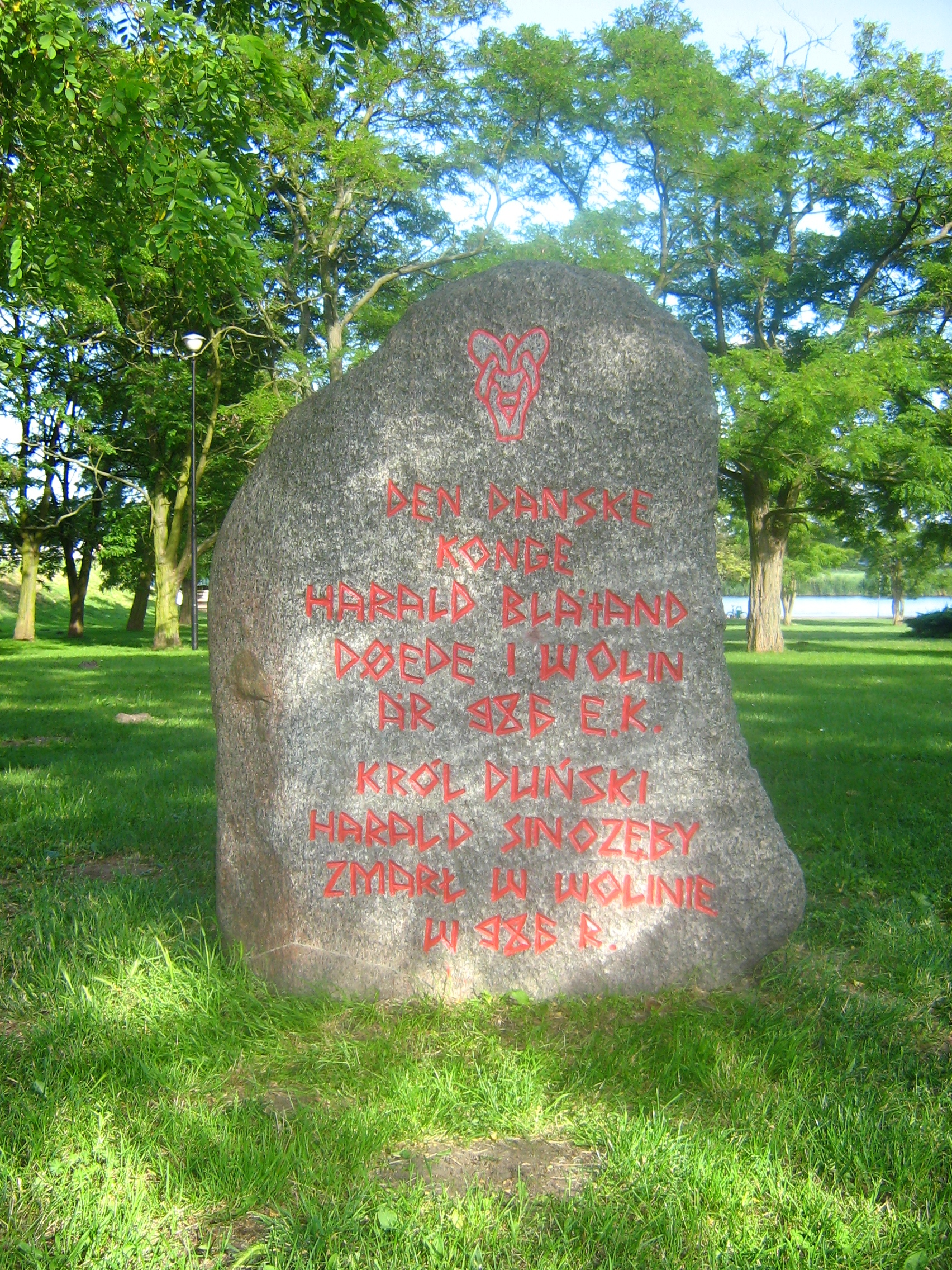
Gedenkstein in Wolin

Harald war ein Sohn Gorms des Alten und dessen Frau Thyra Danebod. Nach dem Tod seines Vaters folgte Harald ihm als König nach. Der betreffende Zeitpunkt ist in der Forschung umstritten. Teilweise wird aufgrund von Quellenaussagen die Zeit um 936 angenommen, doch deuten dendrochronologische Untersuchungen einer Holzkammer in Gorms vermutetem Grab in Jelling darauf hin, dass Gorm 958 starb und Harald ihm also in diesem Jahr nachfolgte.
Harald fiel als Wikingerführer mehrmals in die Normandie ein, wo er 945 den dreizehnjährigen Richard den Furchtlosen (932–996) unterstützte, indem er Ludwig IV. gefangen nahm, an Hugo auslieferte und ihn zwang, Richards Herrschaftsanspruch anzuerkennen. Harald erkannte 948 die Oberhoheit Ottos I. an und gründete die Bistümer Aarhus, Ripen und Schleswig, womit die Christianisierung Skandinaviens begann. 950 gründete er Jomsburg (auch bekannt unter Julin, Jumne, Wollin) im späteren Pommern. Seine Hauptresidenz befand sich vermutlich in Jelling unter der heutigen Kirche.
Nach einem Bericht von Widukind von Corvey ließ Harald sich um 960 am Poppostein taufen, nachdem der Priester Poppo ihn durch ein Wunder vom Christentum überzeugt hatte. 963 und 967 wurde das reiche Wolin und damit auch die Jomsburg vom Fürsten Mieszko I. (erste Nennung der Polanen) angegriffen, aber nicht erobert. Belegt ist, dass Wichmann II. ebenfalls 963 und 967 dort gegen die Polen kämpfte und 967 fiel, was auf eine Kooperation hindeutet.
974 fiel er nach dem Tod Ottos I. in Holstein ein. In einem Gegenschlag Ottos II. verlor er Schleswig an den Kaiser.
Harald verbündete sich mit den Söhnen des von Håkon dem Guten vertriebenen Erik Blodøks. Nach dem Tode Håkons des Guten besetzte er Süd-Norwegen und wurde König von Norwegen. Unter seiner Herrschaft setzte er die Söhne von Erik Blodøks zu Jarlen ein, unter anderem Harald Gråfell. Diese töteten Sigurd Ladejarl, den ehemaligen Verbündeten von Håkon dem Guten. Damit begann die lange Feindschaft zwischen dem Geschlecht Harald Hårfagres und den Ladejarlen. Als diese aber zu selbstherrlich wurden, wechselte Harald Blauzahn die Partner und verbündete sich mit Håkon Sigurdsson, Sohn des ermordeten Sigurd Ladejarl, und dieser wurde sein Vasall. Im Jahre 983 eroberte Harald das 974 verlorene Schleswig zurück.

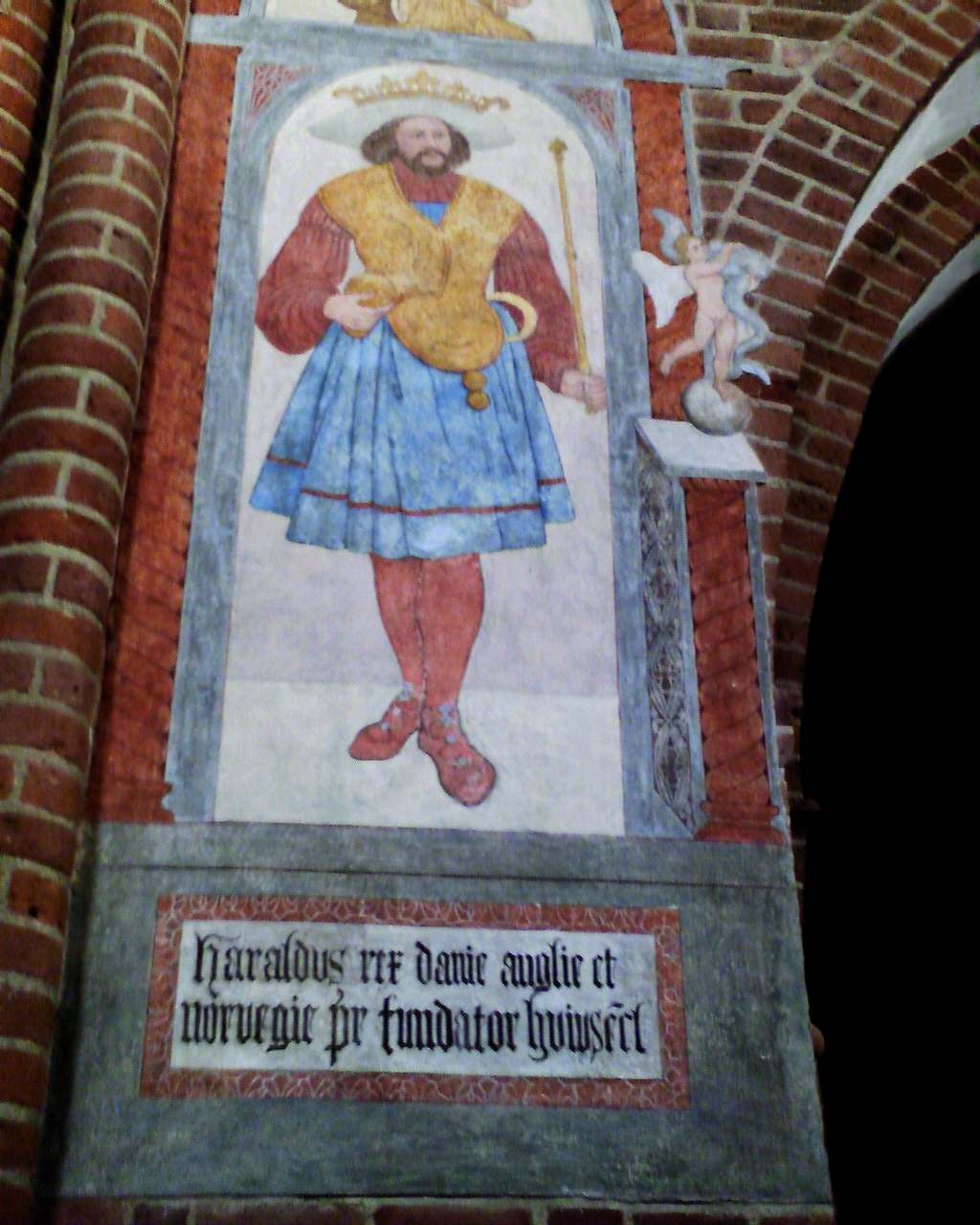
Grab von Harald Blauzahn im Dom zu Roskilde

Harald hatte Dänemark erstmals unter einer Krone geeint. Allerdings führte ein Erbstreit mit seinem Sohn Sven Gabelbart dazu, dass dieser gegen ihn rebellierte. Eine auf der Ostsee geführte Auseinandersetzung zwischen Vater und Sohn, die legendäre Seeschlacht von Helgenes um 986, wahrscheinlich bei Bornholm, endete zugunsten des Königssohnes Sven, da er von den Jomswikingern unterstützt wurde. Nach nordischen Quellen, so der Jómsvíkinga saga, Knýtlinga saga und Heimskringla, traf während einer nächtlichen Kampfpause an Land den König ein Pfeil aus dem Hinterhalt, der ihn schwer verwundete. Harald Blauzahn konnte mit Getreuen aus der Schlacht entkommen und sich an den südlichen Teil der Ostseeküste im späteren Pommern retten. Allerheiligen 985 oder 986 starb er in Jomsburg oder Jumne. Sein Sohn trat die Nachfolge als König von Dänemark an. Haralds Leichnam wurde laut des Berichts von Adam von Bremen nach Roskilde in die von ihm erbaute Kirche überführt.

## Beiname
Die Herkunft des Namenszusatzes blátǫnn („Blauzahn“ oder „Schwarzzahn“) ist unklar und daher Gegenstand zahlreicher Spekulationen und Volksetymologien. Dass sich die Bezeichnung auf die Farbe der Zähne des Königs bezog, wird kontrovers diskutiert.
Der erste Bestandteil des Kompositums kann sicher auf die altnordische Farbbezeichnung blár zurückgeführt werden, die sowohl für „dunkelblau“ als auch für „schwarz“ bzw. „bleifarben“ steht.
Unsicherheit besteht bezüglich des Bestandteils -tönn „Zahn“. Plausibel erscheint die Auffassung als sogenannte Heiti-Metapher für ein Schwert. Andere Historiker vermuten, dass er mit dem Wort þegn „Freisasse, Untertan; Dolch“ (vgl. englisch thane und chieftain) in Verbindung zu bringen ist.
Man kann den Beinamen aber auch wörtlich nehmen. Ein abgestorbener Zahnnerv führt dazu, dass sich der Zahn dunkel verfärbt, was gerade im Bereich der Frontzähne sehr auffallen kann. Der Beiname „Blauzahn“ oder „Schwarzzahn“ kann also durchaus ein solches auffälliges Merkmal beschreiben.

## Liste der Ehefrauen und Kinder
Ehefrauen:
- Gunhild
- Tove oder deren Mutter, Mistiwojs Witwe.
- Gyrthe von Schweden (Gyrid)

Kinder:
- Hakon
- Gunhild († 13. November 1002, Opfer des großen St.-Brice’s-Day-Massakers in England)
- Sven I. Gabelbart (um 960–1014), ab 986 König von Dänemark
- Thyra († 18. September 1000), verheiratet mit Olav I. Tryggvason von Norwegen (968–1000)

## Runenstein in Jelling
Der größere der beiden Runensteine in Jelling wurde in der zweiten Hälfte des 10. Jahrhunderts von Harald Blauzahn errichtet. Er trägt die Runeninschrift:

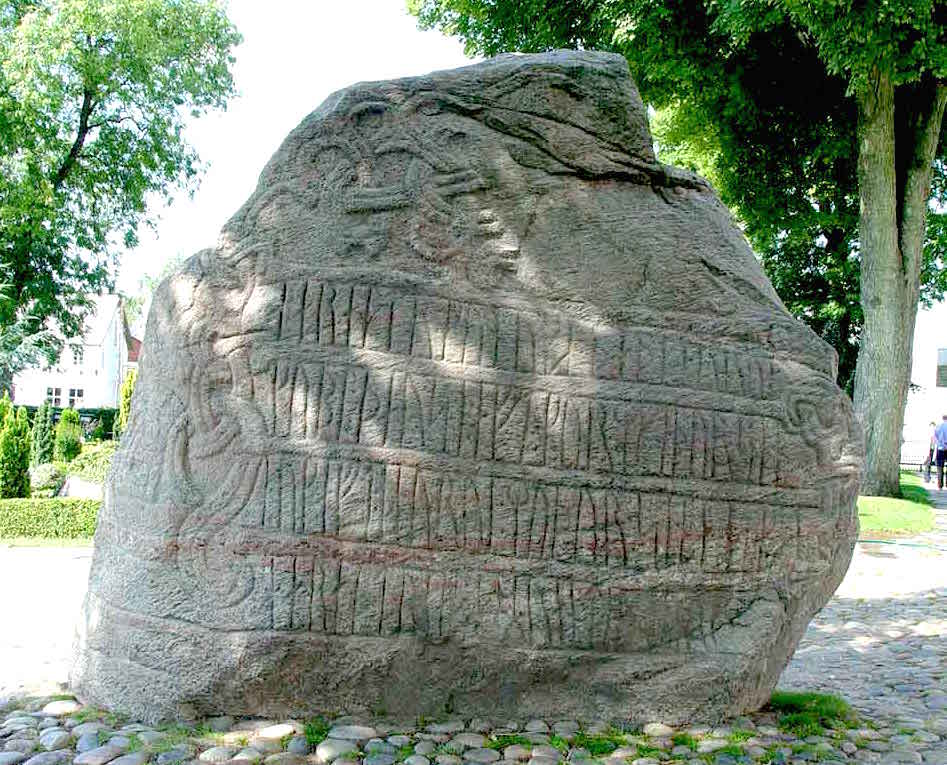
Runenstein von Blauzahn, Schriftseite

| Runen                          | alt                             | modernisiert                       |
| ------------------------------ | ------------------------------- | ---------------------------------- |
| ᚼᛅᚱᛅᛚᛏᚱ᛬ᚴᚢᚾᚢᚴᚱᛣ᛬ᛒᛅᚦ᛬ᚴᛅᚢᚱᚢᛅ     | haraltr:kunukṛ:baþ:kaurua       | „Haraldr konungr bauð gjöra“       |
| ᚴᚢᛒᛚ᛬ᚦᛅᚢᛋᛁ᛬ᛅᚠᛏ᛬ᚴᚢᚱᛘ ᚠᛅᚦᚢᚱ ᛋᛁᚾ  | kubl:þausi:aft:kurm faþur sin   | „kuml þessi eftir Gorm föður sinn“ |
| ᛅᚢᚴ ᛅᚠᛏ᛬ᚦᚨᚢᚱᚢᛁ᛬ᛘᚢᚦᚢᚱ᛬ᛋᛁᚾᛅ᛬ᛋᛅ   | auk aft:þa;urui:muþur:sina:sa   | „ok eftir Þyri móður sína, sá“     |
| ᚼᛅᚱᛅᛚᛏᚱ ᛁᛅᛋ᛬ᛋ<ᚨ>ᛣ᛫ᚢᛅᚾ᛫ᛏᛅᚾᛘᛅᚢᚱᚴ | haraltr ias:s<a;>ṛ·uan·tanmaurk | „Haraldr sem vann Danmörku“        |
| ᛅᛚᛅ᛫ᛅᚢᚴ᛫ᚾᚢᚱᚢᛁᛅᚴ                | ala·auk·nuruiak                 | „alla ok Noreg“                    |
| ᛫ᛅᚢᚴ᛫ᛏᛅᚾᛁ᛫<ᚴᛅᚱᚦᛁ᛫>ᚴᚱᛁᛋᛏᚾᚨ      | ·auk·tani·<karþi·>kristna;      | „ok Dani gjörði kristna.“          |

Deutsch: „König Harald gebot, dass dieses Denkmal seinem Vater Gorm und seiner Mutter Tyra gemacht wurde; der Harald, der sich ganz Dänemark und Norwegen unterwarf und die Dänen zu Christen machte.“

## Sonstiges

Das Bluetooth-Logo

Der Funkstandard Bluetooth für Computer, Mobiltelefone und deren Peripherie wurde nach Harald Blauzahn benannt und ist eine Hommage an seine Fähigkeiten zur Vereinigung mehrerer Fürstentümer zu einem großen Königreich. Das Logo zeigt die Initialen HB in Form eines Monogramms (Binderune) der Runen Hagalaz und Berkano.
In dem Roman Die Männer vom Meer von Konrad Hansen von 1994 spielt König Blauzahn eine herausragende Rolle.
Der schwedische Schriftsteller Frans G. Bengtsson verarbeitete das Zahnmotiv in einem Kapitel seines Romans Die Abenteuer des Röde Orm.
Der im Januar 2018 bei Schaprode auf Rügen gefundene Hortfund von Schaprode, bestehend aus 500 bis 600 teils zerhackten Münzen, kann zum Teil der Regentschaft Harald Blauzahns direkt zugeordnet bzw. mit ihm in Verbindung gebracht werden.